# Livets Ord
Livets Ord er en svensk evangelistisk frikirke i Uppsala. Den blev stiftet i 1983 af Ulf Ekman og dennes hustru Birgitta Ekman og regnes for en del af trosbevægelsen.
Bevægelsen blev ledet af grundlæggeren Ulf Ekman fra begyndelsen i 1983 og indtil 2013. I 2014 oplyste Ulf Ekman og Birgitta Ekman, at de forlod Livets Ord og konverterede til katolicismen. Joakim Lundqvist overtog rollen som førstepastor i 2013 og fortsatte i rollen indtil august 2021, hvor han overgik til at være rejsende prædikant for Livets Ord. Jan Blom tiltrådte i januar 2022 som ny førstepastor for Livets Ord.
Livets Ord er med sine 3.300 medlemmer (2012) den mest toneangivende aktør i samarbejdsorganisationen Trosrörelsen i Sverige og er den næststørste frikirke i Sverige. Frikirken er pr. 2023 repræsenteret ved 900 menigheder i flere andre lande.